# Баяхметов, Даурен Аргынгазыулы
Даурен Аргынгазыевич Баяхметов (родился 13 июля 1983 года) — казахстанский спортсмен, мастер спорта Республики Казахстан, чемпион мира среди юниоров, чемпион Казахстана и обладатель Кубка Республики Казахстан по греко-римской борьбе. Известен своим вкладом в развитие спорта в Казахстане

## Биография
Даурен Баяхметов с ранних лет проявлял интерес к спорту, что привело его к профессиональной спортивной карьере. Он стал мастером спорта Республики Казахстан.

### Спортивные достижения
- Чемпион мира среди юниоров
- Чемпион Казахстана (многократно)
- Обладатель Кубка Республики Казахстан

### Личное влияние и продолжение карьеры
После завершения активной спортивной карьеры Даурен продолжил участвовать в спортивных мероприятиях и внес значительный вклад в популяризацию спорта в Казахстане. Он также активно занимается тренерской деятельностью и наставничеством.